# Anatella nigriclava
Anatella nigriclava är en tvåvingeart som beskrevs av Gabriel Strobl 1895. Anatella nigriclava ingår i släktet Anatella och familjen svampmyggor. Inga underarter finns listade i Catalogue of Life.